# Monteforte Irpino
Monteforte Irpino – miejscowość i gmina we Włoszech, w regionie Kampania, w prowincji Avellino.
Według danych na 1 stycznia 2022 roku gminę zamieszkiwało 11 377 osób (5724 mężczyzn i 5653 kobiety).